# Luca Fusi
Luca Danilo Fusi (Lecco, 7 marzo 1963) è un allenatore di calcio ed ex calciatore italiano, di ruolo centrocampista, attualmente tecnico della Bellagina, allievi, juniores e prima squadra.

## Carriera

### Giocatore

#### Club

Fusi in azione alla Juventus nel 1994

Ha cominciato a giocare a calcio nel Bulciago, oratorio del paese d'origine del padre Antonio Iniziò la carriera professionistica nel Como, giocando poi nella Sampdoria (che lo acquista per 3,5 miliardi) fino al 1988 e vincendo in quell'anno la Coppa Italia.
Passato al Napoli per 5,8 miliardi di lire, vinse la Coppa UEFA nel 1989 e lo scudetto del 1990, tuttavia non rimase molto in maglia azzurra, passando al Torino, con cui vinse un'altra Coppa Italia nel 1993. Nel 1992 i granata raggiunsero la finale di Coppa Uefa, poi persa, grazie anche a un suo gol al Real Madrid nella semifinale di ritorno.
Giocò infine nella Juventus fra il 1994 e il gennaio del 1996, vincendo un altro titolo italiano e un'altra Coppa Italia. Concluse la sua carriera nel 1997 tra le file della squadra svizzera del Lugano. In carriera ha collezionato complessivamente 311 presenze e 5 reti in Serie A e 63 presenze e 3 reti in Serie B.

#### Nazionale
Ha esordito nella Nazionale maggiore il 31 marzo 1988 a Spalato contro la Jugoslavia, sostituendo al 74' Luigi De Agostini. Figura tra i convocati agli Europei del 1988, ma non ha giocato nessuna partita.

### Allenatore
Dopo aver ricoperto per due stagioni l'incarico di allenatore della squadra Primavera del Cesena, nella stagione 2007-2008 è stato il tecnico del Bellaria Igea Marina, in Serie C2. Dal 20 giugno 2008 ha firmato per il Real Marcianise, squadra di Prima Divisione. Il 7 luglio 2009 firma per il Foligno, altra compagine della medesima categoria; viene esonerato dall'incarico il 27 aprile 2010. Nella stagione 2013-2014 allena il Castel Rigone, club di Seconda Divisione. Inizialmente riesce a guidare la squadra al 5º posto ma successivamente il club incappa in una serie di risultati negativi con 34 punti si classifica penultimo, così retrocedendo in Serie D. A fine stagione la società viene sciolta.

## Statistiche

### Presenze e reti nei club
| Stagione         | Squadra          | Campionato       | Campionato | Campionato | Coppe nazionali | Coppe nazionali | Coppe nazionali | Coppe continentali | Coppe continentali | Coppe continentali | Altre coppe | Altre coppe | Altre coppe | Totale | Totale |
| Stagione         | Squadra          | Comp             | Pres       | Reti       | Comp            | Pres            | Reti            | Comp               | Pres               | Reti               | Comp        | Pres        | Reti        | Pres   | Reti   |
| ---------------- | ---------------- | ---------------- | ---------- | ---------- | --------------- | --------------- | --------------- | ------------------ | ------------------ | ------------------ | ----------- | ----------- | ----------- | ------ | ------ |
| 1981-1982        | Como             | A                | 2          | 0          |                 |                 |                 |                    |                    |                    |             |             |             |        |        |
| 1982-1983        | Como             | B                | 26+2       | 0          |                 |                 |                 |                    |                    |                    |             |             |             |        |        |
| 1983-1984        | Como             | B                | 37         | 3          |                 |                 |                 |                    |                    |                    |             |             |             |        |        |
| 1984-1985        | Como             | A                | 30         | 1          |                 |                 |                 |                    |                    |                    |             |             |             |        |        |
| 1985-1986        | Como             | A                | 30         | 1          |                 |                 |                 |                    |                    |                    |             |             |             |        |        |
| Totale Como      | Totale Como      | Totale Como      | 125+2      | 5          |                 |                 |                 |                    |                    |                    |             |             |             |        |        |
| 1986-1987        | Sampdoria        | A                | 30+1       | 0          |                 |                 |                 |                    |                    |                    |             |             |             |        |        |
| 1987-1988        | Sampdoria        | A                | 30         | 0          |                 |                 |                 |                    |                    |                    |             |             |             |        |        |
| Totale Sampdoria | Totale Sampdoria | Totale Sampdoria | 60+1       | 0          |                 |                 |                 |                    |                    |                    |             |             |             |        |        |
| 1988-1989        | Napoli           | A                | 31         | 0          |                 |                 |                 |                    |                    |                    |             |             |             |        |        |
| 1989-1990        | Napoli           | A                | 29         | 2          |                 |                 |                 |                    |                    |                    |             |             |             |        |        |
| Totale Napoli    | Totale Napoli    | Totale Napoli    | 60         | 2          |                 |                 |                 |                    |                    |                    |             |             |             |        |        |
| 1990-1991        | Torino           | A                | 31         | 0          |                 |                 |                 |                    |                    |                    |             |             |             |        |        |
| 1991-1992        | Torino           | A                | 31         | 1          |                 |                 |                 |                    |                    |                    |             |             |             |        |        |
| 1992-1993        | Torino           | A                | 31         | 0          |                 |                 |                 |                    |                    |                    |             |             |             |        |        |
| 1993-1994        | Torino           | A                | 26         | 0          |                 |                 |                 |                    |                    |                    |             |             |             |        |        |
| Totale Torino    | Totale Torino    | Totale Torino    | 119        | 1          |                 |                 |                 |                    |                    |                    |             |             |             |        |        |
| 1994-1995        | Juventus         | A                | 10         | 0          |                 |                 |                 |                    |                    |                    |             |             |             |        |        |
| 1995-gen. 1996   | Juventus         | A                | 0          | 0          |                 |                 |                 |                    |                    |                    |             |             |             |        |        |
| Totale Juventus  | Totale Juventus  | Totale Juventus  | 10         | 0          |                 |                 |                 |                    |                    |                    |             |             |             |        |        |
| gen.-giu. 1996   | Lugano           | LN-A             | 8          | 0          |                 |                 |                 |                    |                    |                    |             |             |             |        |        |
| 1996-1997        | Lugano           | LN-A             | 12         | 0          |                 |                 |                 |                    |                    |                    |             |             |             |        |        |
| Totale Lugano    | Totale Lugano    | Totale Lugano    | 20         | 0          |                 |                 |                 |                    |                    |                    |             |             |             |        |        |
| Totale carriera  | Totale carriera  | Totale carriera  | 397        | 8          |                 |                 |                 |                    |                    |                    |             |             |             |        |        |

### Cronologia presenze e reti in nazionale
| Cronologia completa delle presenze e delle reti in nazionale ― Italia | Cronologia completa delle presenze e delle reti in nazionale ― Italia | Cronologia completa delle presenze e delle reti in nazionale ― Italia | Cronologia completa delle presenze e delle reti in nazionale ― Italia | Cronologia completa delle presenze e delle reti in nazionale ― Italia | Cronologia completa delle presenze e delle reti in nazionale ― Italia | Cronologia completa delle presenze e delle reti in nazionale ― Italia | Cronologia completa delle presenze e delle reti in nazionale ― Italia |
| Data                                                                  | Città                                                                 | In casa                                                               | Risultato                                                             | Ospiti                                                                | Competizione                                                          | Reti                                                                  | Note                                                                  |
| --------------------------------------------------------------------- | --------------------------------------------------------------------- | --------------------------------------------------------------------- | --------------------------------------------------------------------- | --------------------------------------------------------------------- | --------------------------------------------------------------------- | --------------------------------------------------------------------- | --------------------------------------------------------------------- |
| 31-3-1988                                                             | Spalato                                                               | Jugoslavia                                                            | 1 – 1                                                                 | Italia                                                                | Amichevole                                                            | -                                                                     | 74’                                                                   |
| 27-4-1988                                                             | Lussemburgo                                                           | Lussemburgo                                                           | 0 – 3                                                                 | Italia                                                                | Amichevole                                                            | -                                                                     | 46’                                                                   |
| 26-4-1989                                                             | Taranto                                                               | Italia                                                                | 4 – 0                                                                 | Ungheria                                                              | Amichevole                                                            | -                                                                     | 73’                                                                   |
| 14-10-1989                                                            | Bologna                                                               | Italia                                                                | 0 – 1                                                                 | Brasile                                                               | Amichevole                                                            | -                                                                     | 58’                                                                   |
| 21-12-1989                                                            | Cagliari                                                              | Italia                                                                | 0 – 0                                                                 | Argentina                                                             | Amichevole                                                            | -                                                                     | 68’                                                                   |
| 31-5-1992                                                             | New Haven                                                             | Italia                                                                | 0 – 0                                                                 | Portogallo                                                            | U.S. Cup 1992                                                         | -                                                                     | 77’                                                                   |
| 4-6-1992                                                              | Foxborough                                                            | Italia                                                                | 2 – 0                                                                 | Irlanda                                                               | U.S. Cup 1992                                                         | -                                                                     | 46’                                                                   |
| 6-6-1992                                                              | Chicago                                                               | Stati Uniti                                                           | 1 – 1                                                                 | Italia                                                                | U.S. Cup 1992                                                         | -                                                                     | 65’                                                                   |
| Totale                                                                |                                                                       | Presenze                                                              | 8                                                                     |                                                                       | Reti                                                                  | 0                                                                     |                                                                       |

### Statistiche da allenatore
Statistiche aggiornate al 22 maggio 2019.
| Stagione                    | Squadra                     | Campionato                  | Campionato | Campionato | Campionato | Campionato | Coppe nazionali | Coppe nazionali | Coppe nazionali | Coppe nazionali | Coppe nazionali | Coppe continentali | Coppe continentali | Coppe continentali | Coppe continentali | Coppe continentali | Altre coppe | Altre coppe | Altre coppe | Altre coppe | Altre coppe | Totale | Totale | Totale | Totale | % Vittorie |
| Stagione                    | Squadra                     | Comp                        | G          | V          | N          | P          | Comp            | G               | V               | N               | P               | Comp               | G                  | V                  | N                  | P                  | Comp        | G           | V           | N           | P           | G      | V      | N      | P      | %          |
| --------------------------- | --------------------------- | --------------------------- | ---------- | ---------- | ---------- | ---------- | --------------- | --------------- | --------------- | --------------- | --------------- | ------------------ | ------------------ | ------------------ | ------------------ | ------------------ | ----------- | ----------- | ----------- | ----------- | ----------- | ------ | ------ | ------ | ------ | ---------- |
| 2007-2008                   | Bellaria Igea Marina        | C2                          | 34         | 9          | 18         | 7          | CI-C            | 4               | 1               | 0               | 3               | -                  | -                  | -                  | -                  | -                  | -           | -           | -           | -           | -           | 38     | 10     | 18     | 10     | 26,32      |
| 2008-2009                   | Real Marcianise             | LP-1D                       | 34         | 10         | 13         | 11         | CI+CI-LP        | 1+1             | 0+0             | 0+0             | 1+1             | -                  | -                  | -                  | -                  | -                  | -           | -           | -           | -           | -           | 36     | 10     | 13     | 13     | 27,78      |
| 2009-2010                   | Foligno                     | LP-1D                       | 32         | 8          | 9          | 15         | CI-LP           | 4               | 1               | 2               | 1               | -                  | -                  | -                  | -                  | -                  | -           | -           | -           | -           | -           | 36     | 9      | 11     | 16     | 25,00      |
| 2013-2014                   | Castel Rigone               | LP-2D                       | 26         | 8          | 3          | 15         | CI-LP           | -               | -               | -               | -               | -                  | -                  | -                  | -                  | -                  | -           | -           | -           | -           | -           | 26     | 8      | 3      | 15     | 30,77      |
| 2019-2020                   | Bellaria Igea Marina        | Prom.                       | 24         | 9          | 5          | 10         | CI-P            | 2               | 0               | 2               | 0               | -                  | -                  | -                  | -                  | -                  | -           | -           | -           | -           | -           | 26     | 9      | 7      | 10     | 34,62      |
| 2020-2021                   | Bellaria Igea Marina        | Prom.                       | 2          | 0          | 1          | 1          | CI-P            | 2               | 2               | 0               | 0               | -                  | -                  | -                  | -                  | -                  | -           | -           | -           | -           | -           | 4      | 2      | 1      | 1      | 50,00      |
| 2021-2022                   | Bellaria Igea Marina        | Prom.                       | 26         | 11         | 5          | 10         | CI-ER           | 1               | 0               | 0               | 1               | -                  | -                  | -                  | -                  | -                  | -           | -           | -           | -           | -           | 27     | 11     | 5      | 11     | 40,74      |
| 2022-2023                   | Bellaria Igea Marina        | Prom.                       | 15         | 2          | 4          | 9          | CI-ER           | 1               | 0               | 0               | 1               | -                  | -                  | -                  | -                  | -                  | -           | -           | -           | -           | -           | 16     | 2      | 4      | 10     | 12,50      |
| Totale Bellaria Igea Marina | Totale Bellaria Igea Marina | Totale Bellaria Igea Marina | 101        | 31         | 33         | 37         |                 | 10              | 3               | 2               | 5               |                    | -                  | -                  | -                  | -                  |             | -           | -           | -           | -           | 111    | 34     | 35     | 42     | 30,63      |
| Totale carriera             | Totale carriera             | Totale carriera             | 193        | 57         | 58         | 78         |                 | 16              | 4               | 4               | 8               |                    | -                  | -                  | -                  | -                  |             | -           | -           | -           | -           | 209    | 61     | 62     | 86     | 29,19      |

## Palmarès

### Giocatore

#### Club

##### Competizioni nazionali
- Coppa Italia: 3

Sampdoria: 1987-1988
Torino: 1992-1993
Juventus: 1994-1995
- Campionato italiano: 2

Napoli: 1989-1990
Juventus: 1994-1995
- Supercoppa italiana: 1

Juventus: 1995

##### Competizioni internazionali
- Coppa UEFA: 1

Napoli: 1988-1989
- Coppa Mitropa: 1

Torino: 1991